# Маккаби (баскетбольный клуб, Хайфа)
«Маккаби Базан» Хайфа (ивр. מכבי חיפה‎) — профессиональный баскетбольный клуб, представляющий одноимённую спортивную ассоциацию. Чемпион Израиля в сезоне 2012/13, вице-чемпион в сезонах 2008/09, 2013/14 и 2016/17, финалист Кубка Израиля 1971, 1985, 2009 и 2013 годов.

## История
Хайфский «Маккаби» был одним из восьми клубов, сформировавших высшую израильскую баскетбольную лигу в 1953 году. Выступал с переменным успехом, несколько раз вылетал из высшего дивизиона, в последний раз в 1993 году.
В 1999 году клуб вернулся в Суперлигу чемпионата Израиля. С 2000 до 2003 года команда играла сначала как «БК Хайфа», затем как «БК Хайфа-Нешер». В этот период команда дважды выходила в полуфинал Кубка Израиля и один раз заняла четвёртое место в чемпионате страны. В ходе сезона 2004-2005 года команда была расформирована по финансовым мотивам.
Впоследствии название «Маккаби» (Хайфа) было передано дочернему клубу «Маккаби Бат-Галим». За два года новая команда вышла сначала в третий, а затем и во второй дивизион чемпионата Израиля. Перед началом сезона 2007-2008 годов её приобрёл американский бизнесмен Джеффри Розен, связанный также с клубом НБА «Майами Хит»; название команды в связи с этим было изменено на «Маккаби Хайфа-Хит». Команда закончила сезон на четвёртом месте в Национальной лиге (второй дивизион чемпионата Израиля), но сумела завоевать право выступать в Суперлиге по итогам плей-офф.
Под управлением Розена хайфский клуб сумел добиться хороших результатов в израильских баскетбольных турнирах. В сезоне 2008/9 годов команда пробилась в финал Кубка Израиля, где уступила действующим чемпионам, «Хапоэлю» (Холон) 69:68, пропустив решающий бросок на последней секунде игры. Регулярный сезон «Маккаби Хайфа-Хит» закончил на третьем месте, после тель-авивских одноклубников и иерусалимского «Хапоэля». В полуфинале хайфовчане победили иерусалимцев 98:93. В финальной игре команда уступила тель-авивскому «Маккаби» 72:85. По окончании сезона команде было решено вернуть прежнее имя «Маккаби» (Хайфа).
В новом сезоне команда, завоевавшая право выступать в Еврокубке, отказалась им воспользоваться. Джефф Розен заявил, что клуб пока не готов к успешному выступлению в европейских турнирах. Место «Маккаби» в этом турнире было отдано иерусалимскому «Хапоэлю». В предсезонном турнире «Кубок Виннер» команда уступила иерусалимцам в полуфинале. По итогам сезона команда заняла четвёртое место и проиграла в четвертьфинальной серии плей-офф «Элицуру» (Нетания).
В сезоне 2010/11 «Маккаби» был включён в число участников Кубка Вызова ФИБА и пробился в Top-16 с 50-процентным результатом в группе. Проведя неудачно два сезона израильской Суперлиги, команда затем снова заявила о себе в сезоне 2012/13 годов, когда её тренировал американец Брэд Гринберг. Хайфский клуб под спонсорским названием «Маккаби Базан» опять дошёл до финала Кубка Израиля, занял второе место в регулярном сезоне в лиге, а в плей-офф пробился в финал, где сенсационно обыграл фаворитов — тель-авивский «Маккаби». Игрок хайфского клуба Галь Мекель был признан MVP израильской Суперлиги. На следующий год хайфская команда завоевала серебряные медали чемпионата. Следующий результат этого уровня был достигнут в сезоне 2016/2017: «Маккаби» с трудом попал в финальную восьмёрку, разгромив в последней игре регулярного сезона, тель-авивский «Хапоэль», но в четвертьфинальной серии обыграл лидеров сезона, «Хапоэль» (Холон), в четырёх играх, а в полуфинале вывел из борьбы тель-авивский «Маккаби». Лишь в финале хайфский клуб уступил «Хапоэлю» (Иерусалим). Однако уже в следующем сезоне команда выбыла в Национальную лигу, заняв последнее, 12-е место в турнирной таблице.